# Cephalanthus occidentalis
Cephalanthus occidentalis, llamado aroma de laguna en Cuba, es una especie de planta originaria del este y sur de Norteamérica.

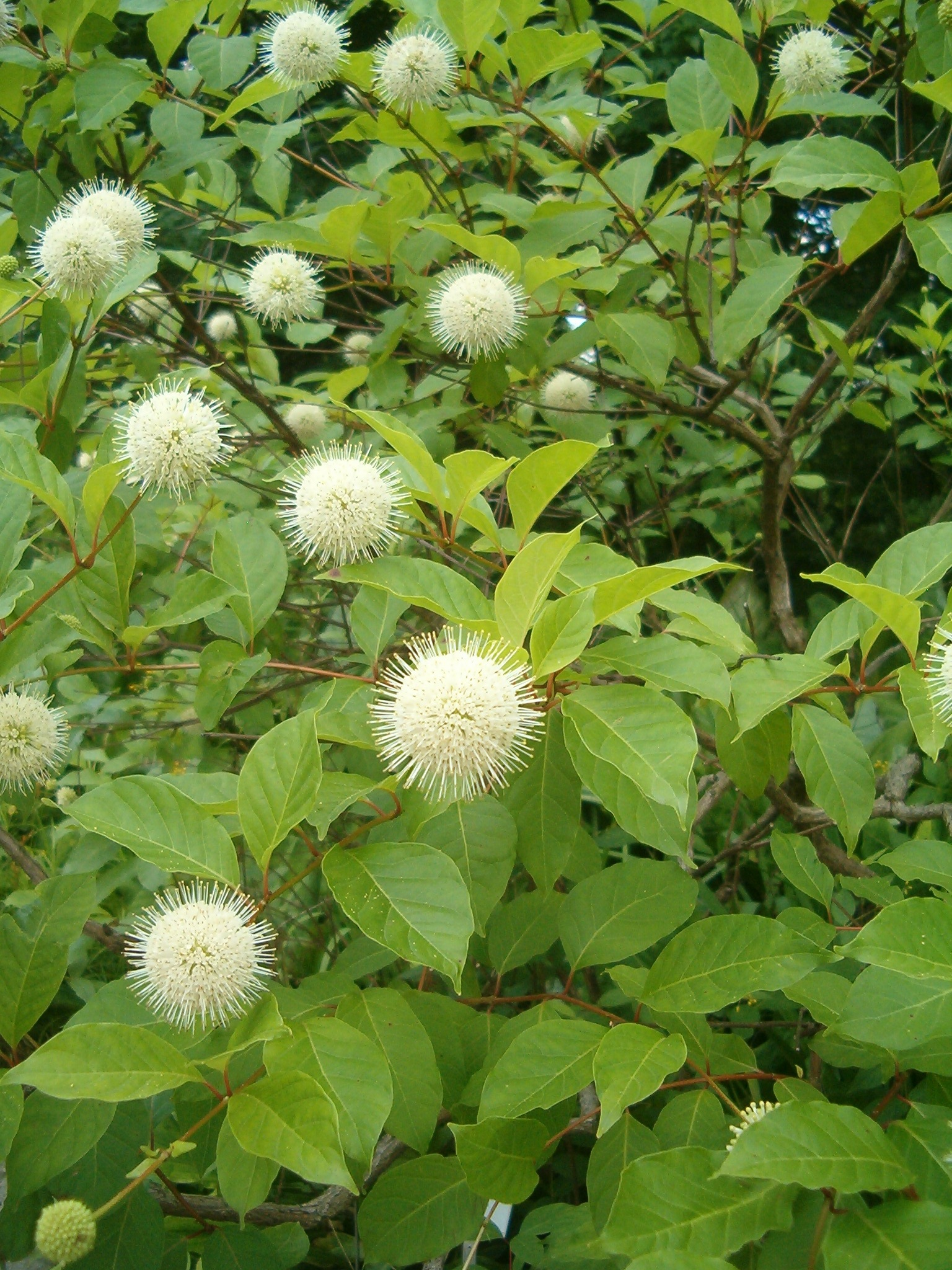
Vista de la planta

## Descripción
Es un arbusto de hoja caduca o árbol pequeño que alcanza unos 1-3 m  de altura, pero puede llegar a 6 m . Las hojas son opuestas o en verticilos de tres, elípticas a ovadas, de 7-18 cm  de largo y 4-10 m  de ancho, con un borde liso y un peciolo corto. Las flores se disponen en una densa inflorescencia esférica de 2-3.5 cm  de diámetro sobre un pedúnculo corto. Cada flor tiene una mezcla de color blanco a amarillo pálido con cuatro corolas formando un tubo largo y delgado que conecta con los sépalos. El estigma sobresale ligeramente de la corola. El fruto es un conjunto esférico de aquenios (nueces).

## Variedades
Hay dos variedades:
- Cephalanthus occidentalis var. occidentalis (syn. var. pubescens ) – Common Buttonbush.  Este de América del Norte de Nueva Escocia a Minnesota y el sur de la Florida y Texas Oriental.
- Cephalanthus occidentalis var. californicus – California Button-willow.  suroeste de América del Norte,  oeste de Texas a California (estribaciones de Sierra Nevada, Valle de San Joaquín, Valle de Sacramento, y el interior de la Costa Norte) y el sur de México y América Central.

Es un arbusto común de los hábitats de humedales, incluyendo pantanos, llanuras de inundación, manglares, pocosin, zonas ribereñas, y el sotobosque de los bosques húmedos. Se trata de un miembro de la flora en los Everglades. La planta tiene un número histórico de usos medicinales, pero también es tóxica debido a la presencia del principio activo cephalathin. Las aves acuáticas y otras aves  comen las semillas, los patos  utilizan la planta para la protección del nido, y los insectos y colibríes toman el néctar, al igual que las abejas que lo utilizan para hacer miel.

## Taxonomía
Cephalanthus occidentalis fue descrita por Carlos Linneo y publicado en Species Plantarum 1: 95, en el año 1753.
Sinonimia
- Cephalanthus acuminatus Raf.
- Cephalanthus angustifolius Dippel
- Cephalanthus berlandieri Wernham
- Cephalanthus hansenii Wernham
- Cephalanthus obtusifolius Raf.
- Cephalanthus oppositifolius Moench
- Cephalanthus pubescens Raf.[6]